# باتريك كوين (ناشط)
باتريك كوين (١٠/٢/١٩٨٣ - ٢٢/١١/٢٠٢٠)، هو باتريك كوين ناشطاً أمريكيًّا في مجال التصلب الجانبي الضموري (ALS)، حيث  قام باتريك بالمساعدة في خلق  الوعي وجمع أكثر من ٢٢٠ مليون دولار أمريكي من أجل البحوث الطبية عن طريق تحدي دلو الثلج (Ice Bucket challenge)، وهي عبارة عن حملة سريعة الإنتشار على وسائل التواصل الاجتماعي.

## بداية حياته
وُلِد كوين في العاشر من شباط عام ١٩٨٣ في مدينة (يونكورز _نيويورك)، يُنسَب إلى عائلة روزمري وباتريك كوين (الأب).
ذهب باتريك إلى كلية أيونا في مدينة (نيوروشيل، نيويورك)، حيث  كان عضواً من أعضاء فريق الرجبي
(rugby).
تم تشخيص باتريك بإصابته بمرض التصلب الجانبي الضموري، كما يعرف أيضاً باسم مرض العصبون الحركي، وبإسم مرض (لو جيريج) في الولايات المتحدة الأمريكية.
تم تشخيص إصابته في الثامن من آذار عام ٢٠١٣، بعد بلوغه الثلاثين عاماً.

## مناصرة وتعزيز  ALS
كان بمحاذاة زميله (بيتر فريتس)، وهو ناشط ب (ALS)، وقائد فريق كرة البيسبول في كلية بوسطن.
 قام كوين بلفت الإنتباه لحملة (ALS)  عن طريق مشاركته فيها، حيث قام بإنشاء فيديو لجمع التبرعات، وانتشر الفيديو على نطاق واسع حيث ساعد في تحصيل  أكثر من ٢٢٠ مليون دولار أمريكي للبحث الطبي عن المرض.
انتشر التحدي على نطاق واسع في عام ٢٠١٤، والسبب يعود إلى تصوير المشاهير  وعامة الناس عبر العالم فيديوهات قصيرة لأنفسهم، وهم يلقون دلاء تحتوي ماءً مثلجاً على رؤوسهم، ملتزمين بجمع التبرعات لحملة (ALS)، ويطلبون من الآخرين أن يفعلوا الشيء ذاته.
 شملت الحملة أكثر من ٢٠مليون مقطع فيديو تم إنشائهم ومشاركتهم  مع المشاهير، من بينهم  الرئيس السابق (جورج دبليو)، بوش، بيل جيتس،  جاستن بيبر،  ليبرون جيمس،  ليوناردو دي كابريو، ليدي جاجا، وأوبرا وينفري.
بدأ الحملة لاعب الجولف (كريس كينيدي) في فلوريدا، حيث قام  بتشجيع أعضاء عائلته للمشاركة في تحدي (ALS)، سرعان ما وصلت الأخبار  إلى كوين وفريتس، اللذان قاما  بتشجيع التحدي على مواقع التواصل الاجتماعي.
خضع كوين وفريتس للتحدي لدعم (الكامبريدج)، ماساتشوستس معهد تطوير علاج (ALS).
كتب كلا المؤلفين كيسي شيرمان وديف ويدج في كتابهما «تحدي دلو الثلج، بيت فريتس، والحرب ضد التصلب الجانبي الضموري» أن فريتس أصبح مرشداً  لكوين، معجباً بإصراره وشغفه وعزمه وقيادته، وتشابههما في حقيقة أن كليهما كانا أصغر بكثير من متوسط  أعمار مرضى (ALS).
استمر كوين بتعزيزه ومؤازرته بعد التحدي عن طريق مؤسسسته (كوين من أجل الفوز)، لخلق وعي عن المرض وجمع الأموال للبحث.
واصل كوين أيضاً التحدث بالمنتديات وزيادة الوعي، وقام بإجراء التحدي سنويًّا في شهر  آب في مدينة يونكورز، نيويورك، سميَت (كل أغسطس حتى العلاج).
فاز كوين بجائزة "ALS Heroes"، حيث تم تكريمه من قبل جمعية (ALS)، نتيجة تأثيره الإيجابي الكبير، في مكافحة المرض.
كذلك تم ترشيحه مع فريتس، في مجلة «تايم»،(person of the year)، شخصية العام، بسبب الدور الذي قام فيه في زيادة الوعي بالمرض وتعزيز البحث.
قالت جمعية (ALS)، معترفةً بجهود كوين «تحدي دلو الثلج قد سرَّع بشكل  كبير الدفاع المواجهة ضد المرض، وهذا أدى إلى إكتشافات بحثية جديدة، وتوسيع رعاية المصابين بمرض التصلب الجانبي الضموري، وكذلك زيادة الاستثمار من قبل الحكومة في بحث (ALS)».
وبالحديث عن دور كوين المحدد والبارز في بحث (ALS)، إذ قالت جمعية (ALS):«غير بات مسار مواجهة  المرض إلى الأبد. لقد ألهم الملاييين للإنضمام ورعاية المصابين الذين يتعايشون مع مرض التصلب الجانبي الضموري».
توفي فريتس بسبب صراعه مع المرض  مبكراً، كان يبلغ من العمر ٣٤ عاماً.

## الحياة الشخصية
تزوج كوين من صديقته جينيفر فلين، في وقت تشخيصه بمرض التصلب الجانبي الضموري، في عام ٢٠١٤.
انتهى هذا الزواج لاحقاً بالطلاق.
توفي كوين في ٢٢ تشرين الثاني ٢٠٢٠، في مستشفى سانت جون ريفرسايد في يونكرز، نيويورك، بعد معاناته من مرض التصلب الجانبي الضموري لمدة سبع سنوات. كان يبلغ من العمر 37 عامًا.